# Microsynodontis batesii
Microsynodontis batesii (Мікросинодонтіс Батесі) — вид риб з роду Microsynodontis родини Пір'явусі соми ряду сомоподібні.

## Опис
Загальна довжина сягає 10 см. Голова коротка, широка, сплощена зверху. Очі маленькі, яйцеподібні, розташовані у верхній частині голови. Рот у формі півмісяця. Губи складчасті. Біля рота присутні 3 пари помірно довгих вусів. Зяброві отвори вузькі. Тулуб подовжений. Спинний плавець помірно високий, короткий в основі, з 2 жорсткими променями. Жировий плавець доволі довгий. Грудні плавці витягнуті, мають невеличкі шипи із зовнішнім вирізом. Черевні плавці короткі. Хвостовий плавець округлий, у самців він більш подовжений.
Молодь сітчаста з плямистим малюнком. У дорослих особин з'являються жовто-білі смуги.

## Спосіб життя
Зустрічається в невеличких річках та струмках з піщаним ґрунтом. Утворює великі косяки. Вдень ховається серед корчів, гладенького каміння, рясної рослинності. Активний у присмерку та вночі. Живиться дрібним водними безхребетними.

## Розповсюдження
Мешкає у річках Нтем, Кампо, Івідо, Лобе, Ньйонг, Санага — в межах Габону і Камеруну.